# Cueva del Agua (Denia)
La cueva del Agua se sitúa en la ladera norte del Montgó a 350 m de altura, en el término municipal de Denia (Alicante), España.
Posee dos estancias y cuenta con un pequeño estanque en el fondo, por lo que el espacio fue habilitado por los árabes de la taifa de Denia como embalse, rebozando las paredes con arcilla y piedras de las que se observan restos.